# Силк, Анна
А́нна Силк (англ. Anna Silk, род. 31 января 1974, Фредериктон, Канада) — канадская актриса. Наиболее известна по роли суккуба Бо Деннис в телесериале Showcase «Зов крови».

## Биография
Силк родилась во Фредериктоне, Нью-Брансуик в семье учёного Питера и известной во Фредериктоне актрисы, режиссёра, продюсера, драматурга и педагога Илкэй Силк. Её отец и мать родились в Англии, у матери есть турецкие и кипрские корни. Некоторые из самых ранних воспоминаний Анны — репетиции матери и визиты к ней на работу. В детстве Силк снялась в нескольких рекламных роликах. Окончила Университет Сент-Томас со степенью бакалавра искусств в 1997 году. Она появилась как минимум в двух постановках театра в Сент-Томас.
В ноябре 1999 года Силк переехала в Торонто, чтобы продолжить актёрскую карьеру. Приблизительно с 2008 года Анна проживает в Лос-Анджелесе.

## Личная жизнь
С 15 декабря 2009 года Анна замужем за актёром Сетом Куперманом, с которым она встречалась 2 года до их свадьбы. У супругов есть два сына — Сэмюэл Джером Куперман (род. 01.05.2013) и Леви Аарон Куперман (род. 13.05.2016).
Силк, которая не была воспитана в какой бы то ни было религии, приняла религию мужа — иудаизм.

## Награды
В 2009 году была номинирована на премию Gemini Awards в категории «Лучшая гостевая женская роль» за Кэссиди Холланд в сериале «Быть Эрикой».
В 2013 году зрители канала E! выбрали Бо и Лорен лучшей парой на ТВ. В голосовании участвовали 64 пары, в финал также вышли Бриттани и Сантана, героини сериала «Хор».

## Избранная фильмография
| Год       |   | Русское название            | Оригинальное название           | Роль                               |
| --------- | - | --------------------------- | ------------------------------- | ---------------------------------- |
| 2002      | ф | Признания опасного человека | Confessions of a Dangerous Mind | женщина / в титрах не указана      |
| 2002      | с | ФАКультет                   | Undressed                       | Бекка / эпизод 6.17                |
| 2003      | с | Мутанты Икс                 | Mutant X                        | Азия / эпизод «Within These Walls» |
| 2005      | ф | Где скрывается правда       | Where the Truth Lies            | Джина / в титрах не указана        |
| 2007      | ф | Несносный мальчишка         | Breakfast with Scot             | Миа                                |
| 2008      | с | Говорящая с призраками      | Ghost Whisperer                 | Хейли Уэйн / эпизод «Big Chills»   |
| 2009—2010 | с | Быть Эрикой                 | Being Erica                     | Кэссиди Холланд / 3 эпизода        |
| 2010—2015 | с | Зов крови                   | Lost Girl                       | Бо Деннис / 74 эпизода             |
| 2013      | ф | История убийц               | Assassins Tale                  | Грейс                              |
| 2018      | с | Вайнона Эрп                 | Wynonna Earp                    | Кевин / эпизод «The Other Woman»   |
| 2019      | с | Кровь и сокровище           | Blood & Treasure                | Роарк / 3 эпизода                  |